# Pobuna Basmačija
Pobuna Basmačija ili Pokret Basmačija (ruski: Басмачество, Basmachestvo) bio je ustanak protiv ruske carske i sovjetske vladavine, kojeg su pokrenuli muslimanski, uglavnom turkijski narodi Srednje Azije od 1916. do 1934. godine. Završio je sovjetskom pobjedom.
Korijeni pokreta leže u nasilju iz 1916. godine, koje je izbilo nad muslimana od strane Ruskog Carstva za vrijeme Prvog svjetskog rata.U mjesecima nakon listopada 1917. i Oktobarske revolucije, obnovilo se nasilje iz kojeg se razvio veliki ustanak sa središtem u Ferganskoj dolini i uskoro proširio preko cijelog sovjetskog Turkestana. Gerilski i konvencionalni rat trajali su godinama u različitim regijama, a nasilje je bilo i anti-sovjetsko i anti-rusko. Sovjete je predvodio Mihail Frunze, a muslimane Enver Paša. Poginulo je oko 500 Sovjeta i nepoznat broj muslimana.
Sovjetski Savez dopustio je islamsko bogoštovlje sredinom 1920-ih. Crvena armija poduzimala je vojne operacije te je pobuna Basmačija slabila. Iako se otpor ponovno rasplamsao kao odgovor na kolektivizaciju i sovjetizaciju Srednje Azije ubrzo je prestao.